# Channeling

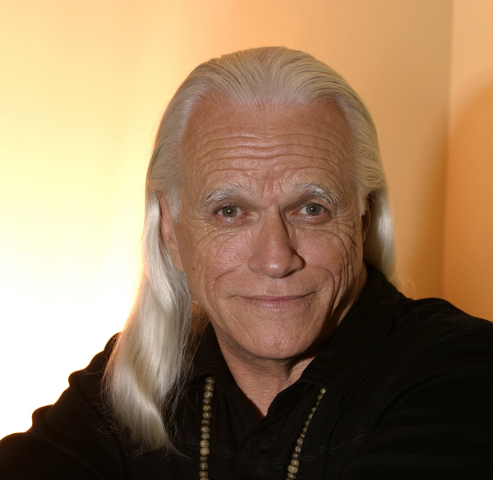
Fred Sterling, dit Kahu, est un des nombreux channels américains au sein du courant New Age. Il prétend transmettre les messages d'une entité sur un autre plan d'existence qu'il nomme « maître Kirael ».

Channeling (parfois channelling, littéralement canalisation) est un terme américain de la littérature New Age qui désigne un procédé de communication entre un être humain et une entité appartenant à une autre dimension (un esprit maléfique ou démon, un ange, un « maître ascensionné », une entité du plan astral, une divinité, un extraterrestre, etc.). Par extension, le terme peut désigner l’ensemble des croyances et des pratiques qui se sont formées, à partir des années 1980 aux États-Unis, autour de ce procédé pour constituer un courant particulier, interne au mouvement New Age.
Le point de vue des sceptiques attribue ce genre de manifestation à l'inconscient, voire à du charlatanisme.

## Définition

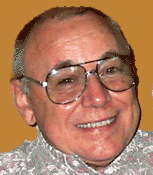
est un sociologue américain qui a pratiqué l'immersion dans des groupes de channeling afin d'analyser le phénomène et ses particularités.

Le channeling se rapproche des concepts de révélation et d'inspiration. Selon Van Baaren, l'inspiration étant « une communication verbale ou écrite d'une divinité en direction du monde, par laquelle elle utilise un être humain comme médium ». Certains auteurs, tels que Klimo, au lieu de catégoriser le channeling comme une forme contemporaine de révélation, a attribué le nom de « channeling » à toutes les révélations du passé. Un point de vue partagé par certains universitaires, dont Wouter Hanegraaff qui considère que « l'hypothèse que le channeling et d'autres révélations reposent sur le même mythe étiologique, est valide et très intéressante ».
Le channeling marque une certaine rupture avec le spiritisme, en tant que forme de médiumnité tournée davantage vers des questions spirituelles et métaphysiques. Contrairement aux spirites qui privilégiaient les messages d'esprits humains désincarnés, généralement membres de la famille ou proches, les messages des channels proviendraient d'êtres de lumière, d'entités angéliques, de « maîtres ascensionnés » voire d'extraterrestres (comme le cas du révérend Short et l'alien Kolton). Dans les deux cas, l'origine des messages obtenus est attribuée à des êtres non-incarnés, lesquels solliciteraient l'aide d'un tiers habilité à recevoir et à transmettre leur parole dans notre monde. Il existe cependant des cas, comme celui de Neville Rowe qui fait parler un banc de dauphins, où le channeling s'éloigne des messages classiques d'entités surnaturelles.
Selon l'étude de Dureen Hughes, à la différence des expériences de possession, le channeling serait perçu par les médiums comme une fusion avec une autre conscience, plutôt que le fait d'être « habité » par une entité surnaturelle maléfique.
En français, channeling est parfois traduit par canalisation, transmission, transmission médiumnique, communication spirituelle quand le terme américain n'est pas utilisé. On peut lire parfois aussi que le channel est dit servir de canal ou qu'il sert de voie de transmission à l'entité concernée.

## Dans le New Age

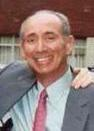
Kenneth Wapnick, un des « rédacteurs » et enseignants de A Course in Miracles, un texte qui aurait été transmis par Jésus-Christ à travers la personne de Helen Schucman, selon le principe du channeling

Dans le New Age, la personne qui reçoit et transmet une information d'une entité invisible est appelée un « channel » (un « canal »). La méthode contemporaine du channeling trouverait sa première formulation dans la « télépathie éthérique », concept élaboré en 1950 par la théosophe Alice Bailey et popularisé dans son ouvrage Télépathie et corps éthérique. Elle consiste pour le channel à se plonger dans un état méditatif, de conscience altérée ou une forme de transe avec modifications du timbre de la voix et à « s'ouvrir » à l'entité. Mais tous les channelings ne sont pas nécessairement associés à des états altérés, et certains auteurs donnent leur message sans aucune altération de leur comportement ou de leur voix. Le point commun entre toutes ces manifestations reste le fait de recevoir un message d'une entité extérieure à sa propre conscience. Une caractéristique du New Age est d'inciter tout un chacun à pratiquer le channeling comme une option accessible à tous, un don qui ne serait pas réservé à quelques élus mais qui pourrait être cultivé par n'importe qui.
Les channelings peuvent être de deux types : 
- direct : voix entendues par le « canal », paroles prononcées par sa bouche, ou bien par écriture automatique...

- indirect : messages reçus par l'intermédiaire d'un support (par ex., technique du ouija).

Certains channelings sont publiés et vendus en librairies, surtout sur le continent américain, foyer du phénomène et où ce dernier connaît une certaine popularité.

## Channels populaires
Parmi les channels, on peut citer Darryl Anka (pl) (canal de Bashar), Jane Roberts (auteur des Livres de Seth, et « channel » de l'entité appelée Seth depuis 1963. Roberts est considérée comme un des plus anciens et des plus influents auteurs de la culture New Age. Esther Hicks (en), « channel » de l'entité appelée Abraham, et auteur avec son mari Jerry Hicks de La Loi d'Attraction. John Edward (Crossing Over with John Edward), Eva Pierrakos (canal du « Guide »), David Spangler (canal de « Limitless Love and Truth » et de « John »), Judy Zebra Knight (canal de Ramtha), l'américain Lee Caroll (canal de l'entité Kryeon), Barbara Marciniak (canal des « Pléiadiens »), Laura Knight-Jadczyk (canal des « Cassiopéens »), Elwood Babbitt (en) (canal de différents « esprits » sous la garde des entités Dr. Fischer et Jim Cole), Sanaya Roman (canal d'« Orin » et de « Thaddeus »).

## Critique du channeling

### Christianisme
La critique chrétienne du channeling repose moins sur le postulat que ce procédé pourrait être une imposture ou du charlatanisme que sur la possibilité que les entités en question ne soient pas ce qu'elles disent être, qu'il s'agisse en fait d'esprits malfaisants qui se font passer pour des êtres de lumière. Pour la plupart des chrétiens, le parallèle entre le channeling et les possessions démoniaques évoquées dans la Bible leur apporte l'explication à la nature du phénomène. Pour les chrétiens, le channeling est de la même nature que le spiritisme, les chrétiens interdisant le spiritisme (tables tournantes, Oui/Ja...) ils interdisent de même les contacts par le support du channeling,.
Emanuel Swedenborg est souvent utilisé en référence à la mise en garde chrétienne contre les pratiques du New Age et en particulier la relation avec les esprits. « Quand les esprits parlent à l'homme, ce dernier doit se garder de croire ce qu'ils lui diront, parce qu'ils disent n'importe quoi. Ils mentent d'une façon si solennelle que l'homme en est impressionné. Si l'homme continue d'écouter, ils vont insister, continuer à tromper et à séduire ».

### Médecine
Carl Gustav Jung a été parmi les premiers à étudier le channeling dans une perspective psychiatrique. À l'école de médecine de Zürich, il rédigea sa thèse sur les transes de channeling de sa cousine Helene Preiswerk. Bien qu'il ait d'abord affirmé en conclusion que ce que les channels « canalisaient » étaient principalement des déséquilibres psychiques réprimés, il exprima plus tard l'hypothèse que certains phénomènes psychiques, tel que la télépathie, étaient authentiques.
Rayna Rodgers, dans son étude du channeling, fait un parallèle avec le trouble de la personnalité multiple tout en notant que le contrôle (le channeling est une action volontaire qui n'interrompt pas le sens des responsabilités sociales) des personnes sujettes ou pratiquantes du channeling est plus important que chez les patients victimes d'un trouble dissociatif de l'identité.

### Études du channeling
- Jon Klimo Channeling: Investigations on Receiving Information from Paranormal Sources, 1998
- Arthur Hastings, With The Tongues Of Men And Angels: A Study Of Channeling, 1991, Harcourt
- Wouter Hanegraaff, New Age Religion and Western Culture, chapitre channeling, 1998
- Erik Pigani, Channels, les voix de l'Au-delà, Presses du Châtelet, 2003.
- Dureen Hughes, Blending with an other: An analysis of trance channeling in the United States, Ethos, 1991
- Loyd Auerbach (en), Reincarnation, Channeling and Possession: A Parapsychologist's Handbook. New York: Warner, 1993
- Hollie Petit, The Rhetoric of Channelled Texts: A Genre Approach, ProQuest, 2007

### Ouvrages notoires de channeling
- Gitta Mallasz, Dialogues avec l'ange, Aubier Montaigne, 1976
- Jane Roberts, Seth Parle, l'éternelle validité de l'âme, tomes 1 & 2, Mama Éditions, 2009.
- David et Ann Jevons, The Revelation of Ramala, 1978
- David Spangler, Channeling in the New Age, 1988
- Joëlle Hermes, Messages et enseignements de l'ange gardien, 1995, éditions du Rocher